# Allegany (hrabstwo Cattaraugus)
Allegany – wieś w Stanach Zjednoczonych, w stanie Nowy Jork, w hrabstwie Cattaraugus.